# Église Saint-Augustin de Montemaggiore
Pour les articles homonymes, voir Église Saint-Augustin.
L'église Saint-Augustin de Montemaggiore est une église de Montegrosso portant la dédicace de saint Augustin.

## Description
L'église paroissiale se situe au cœur du village de Montemaggiore, l'un des trois villages de la commune de Montegrosso. D'architecture baroque, elle a été construite au XVIIIe siècle. Elle posséderait la plus grande coupole de toutes les églises de Corse.
Elle est inscrite au titre des monuments historiques depuis le 29 juillet 1987.
Elle fait partie des 18 sites lauréats du Loto du patrimoine 2024 : un chantier d'envergure de restauration est nécessaire pour un cout total des travaux est estimé à plus de 800 000 € avec entre autres la réfection de la toiture, des façades et du clocher.
Elle renferme les œuvres ci-après, toutes propriété de la commune et classées au titre objet monuments historiques :
- Chaire à prêcher en marbre polychrome XVIIe siècle d'origine ligure ou toscane. Protection MH : 1978/02/20[3].
- Maître-autel, gradins, tabernacle, statues : La Vierge et deux anges La statue de la Vierge est en marbre blanc, le reste est en marbres polychromes. XVIIe siècle, d'origine ligure ou toscane. Protection MH le 20/02/1978[4].
- Autel, retable, tableau Vierge à l'Enfant donnant le Rosaire à saint Dominique et sainte Catherine de Sienne, gradins d'autel, tabernacle toile et marbre polychrome. Protection MH : 1978/02/20[5].
- Orgue de tribune, du XVIIIe siècle. Seuls la tribune et le buffet d'orgue sont classés. Protection MH : 1978/02/20[6].
- Orgue de tribune : tribune et buffet d'orgue en bois taillé, polychrome et faux marbre - XVIIIe siècle. Protection MH : 1978/02/20[7].
- Tableau Prophète toile du XVIIe siècle. Protection MH : 1968/02/25[8].
- Tableau L'Assomption de la Vierge, toile peinte à l'huile du XVIIIe siècle . Protection MH : 1995/02/09[9].
- Tableau La Sainte Famille avec Dieu le Père et le Saint-Esprit, toile peinte à l'huile et bois doré du XVIIIe siècle. Protection MH : 1995/02/09[10].
- Statue de saint Augustin en bois doré du XVIIIe siècle. Protection MH : 1995/02/09[11].